# Neuapostolisches Glaubensbekenntnis
Das Neuapostolische Glaubensbekenntnis steht in der Reihe christlicher Glaubensbekenntnisse und fasst dementsprechend die für die Neuapostolische Kirche verbindlichen Grundlagen der Lehre in zehn Glaubensartikeln zusammen. Es gibt das von der Kirche selbst formulierte theologische Selbstverständnis wieder, zeigt den christlichen Charakter der Kirche und die Differenzen zu anderen Konfessionen. Es findet in der Gottesdienstpraxis keine Verwendung, beispielsweise als gemeinsam gesprochener Gebetstext der Gemeinde wie in anderen Kirchen.

## Versionen
1908 erschien als Anhang der ersten „Allgemeinen Hausregeln“ das Glaubensbekenntnis der Neuapostolischen Gemeinde. In dem 1912 erschienenen Buch „Alte und Neue Wege oder Streifzüge durch die geistig kirchlichen Fürstentümer und Gewalten der Vergangenheit und Gegenwart“ von Salus ist eine etwas veränderte Version abgedruckt. In „Satzungen nebst Hausregeln und Glaubensbekenntnis der Deutschen Neuapostolischen Gemeinden“, Druck von C. G. Röder GmbH., Leipzig wurde 1914 eine weitere Version veröffentlicht. 1916 wird in „Fragen und Antworten“ eine sprachlich kaum veränderte Version veröffentlicht.
In den Satzungen der Apostolischen Gemeinde von 1922 fehlt der zehnte Glaubensartikel, er wurde während der Weimarer Republik aus dem Bekenntnis entfernt und 1932 wieder aufgenommen. 1938 wird ein sprachlich angepasstes Glaubensbekenntnis in dem Vorgängerwerk des Katechismus, „Fragen und Antworten“, herausgegeben.
Die Glaubensartikel von 1951 zeigen deutliche Veränderungen zu den vorherigen Versionen auf. Mit der Neubearbeitung von „Fragen und Antworten“ erscheint 1992 eine weitere Fassung, mit einem geänderten zehnten Glaubensartikel, die auch 1997 in den „Hausregeln für die Mitglieder der Neuapostolischen Kirche“ unverändert veröffentlicht wurden. Am 6. Juni 2010 wurde die vorläufig letzte Fassung veröffentlicht, daneben treten gleichberechtigt das Apostolikum und das Nicäno-Konstantinopolitanum.

### Theologische Bedeutung der Revision 1951
Die von Stammapostel Johann Gottfried Bischoff 1950 in Auftrag gegebenen und von seinem Sohn, Apostel Friedrich Bischoff (zum Zeitpunkt der Beauftragung Bezirksältester), 1951 ausgearbeiteten Glaubensartikel stellten einen Wendepunkt in der theologischen Entwicklung der Neuapostolischen Kirche dar. Aus den Änderungen des vierten, sechsten und achten Artikels des Bekenntnisses von 1938 lassen sich vor allem folgende Beobachtungen ableiten:
- Der vierte Artikel wird 1951 erstmals mit dem Zusatz ergänzt, dass die Taufe mit dem Heiligen Geist (d. h. die Heilige Versiegelung) explizit Teil des Sendungsauftrags der Apostel nach neuapostolischem Verständnis ist. Damit wurde das dritte Sakrament der NAK direkt mit der Wiederaufrichtung des Apostelamtes verknüpft.
- Während der sechste Glaubensartikel 1938 noch konstatierte, dass die „Wiedergeburt aus Wasser und Geist“ in Anlehnung an Joh 3,5 EU (und damit die „Gotteskindschaft“ nach heutigem Verständnis[3]) aus der Heiligen Wassertaufe erfolgte, gilt seit 1951, dass dieses Sakrament nur „Bestandteil“ der Wiedergeburt sei. Ferner wurde die Bezeichnung des „Leib Christi“ in Anlehnung an 1 Kor 12,13 EU, in den man zuvor noch durch die Wassertaufe eingegliedert würde, in den achten Artikel übertragen. Dadurch galt neu die geistige Wiedergeburt bzw. Gotteskindschaft erst durch die Heilige Versiegelung als abgeschlossen, was den Exklusivitätsanspruch der NAK innerhalb des Christentums erhöhte. Diese Auffassung als solche fand sich bereits schon früher, z. B. 1890 vertreten durch Apostel Friedrich Wilhelm Menkhoff in der Kirchenzeitschrift Der Herold[4], nicht aber in früheren katholisch-apostolischen oder neuapostolischen Grundlagenwerken.
- Die Auffassung aus dem achten Artikel, dass durch die Heilige Versiegelung die „empfangenen Gaben lebendig“ gemacht würden, entfiel zugunsten der Neuinterpretation der geistlichen Wiedergeburt ersatzlos. Hierdurch entfernte sich die Neuapostolische Kirche in einem maßgeblichen Punkt vom charismatischen Ursprung der katholisch-apostolischen Theologie.

Bereits 1932 versuchten Vater und Sohn Bischoff durch eine in wesentlichen Punkten verfälschte Wiederauflage des katholisch-apostolischen Glaubensmanifests, des  „großen Testimoniums“, mit dem Titel Das Zeugnis der Apostel an die geistlichen und weltlichen Häupter der Christenheit, diese theologische Wende herbeizuführen und zu rechtfertigen.

## Inhalt
- Die ersten drei Artikel beschreiben Aussagen zur Dreieinigkeit Gottes und entsprechen inhaltlich weitgehend dem Apostolicum. In der ursprünglichen Fassung des neuapostolischen Glaubensbekenntnisses entsprechen sie dem seinerzeitigen Wortlaut nach den „Hauptartikeln des Glaubens“ im  Großen Katechismus von Martin Luther und dem Konkordienbuch von 1580.
- Artikel vier und fünf enthalten Aussagen zur Bedeutung des Apostelamtes im Sinne einer von Jesus Christus gegebenen Gesandtschaft. Bedeutsam ist die den apostolischen Kirchen und Gemeinschaften eigene Glaubensauffassung, von heute lebenden Aposteln gestaltet und geführt zu werden. Andere christliche Kirchen berufen sich nur auf die Apostel der ersten Christenheit.
- Die Artikel sechs bis acht beschreiben die drei Sakramente die in dieser Kirche gespendet werden. Sie gelten als Grundlage und zwingende Voraussetzung zur Schaffung des Seelenheils.
- Der neunte Artikel beschreibt die Verheißungen Gottes und bringt die naturgemäß umstrittenen Ansichten zum Mysterium des zukünftigen Handeln Gottes zum Ausdruck.
- Der zehnte und letzte Artikel beschreibt das Verständnis der Beziehung zu Obrigkeit und Staat und wurde Ende der 1980er Jahre geändert.

## Das aktuelle Glaubensbekenntnis
Im Zuge der Erarbeitung des Katechismus der Neuapostolischen Kirche, erschienen 2012, wurde das Glaubensbekenntnis überarbeitet und am 6. Juni 2010 veröffentlicht. Darin werden das Apostolicum und Nicäno-Konstantinopolitanum direkt als Grundlage des Neuapostolischen Glaubensbekenntnisses genannt, die gleichberechtigt neben ihm bestehen.
1. Ich glaube an Gott, den Vater, den Allmächtigen, den Schöpfer des Himmels und der Erde.
2. Ich glaube an Jesus Christus, Gottes eingeborenen Sohn, unsern Herrn, der empfangen ist durch den Heiligen Geist, geboren von der Jungfrau Maria, gelitten unter Pontius Pilatus, gekreuzigt, gestorben, begraben, eingegangen in das Reich des Todes, am dritten Tag auferstanden von den Toten, aufgefahren in den Himmel; er sitzt zur Rechten Gottes, des allmächtigen Vaters, von dort wird er wiederkommen.
3. Ich glaube an den Heiligen Geist, die eine, heilige, allgemeine und apostolische Kirche, die Gemeinschaft der Heiligen, Vergebung der Sünden, Auferstehung der Toten und das ewige Leben.
4. Ich glaube, dass der Herr Jesus seine Kirche regiert und dazu seine Apostel gesandt hat und noch sendet bis zu seinem Wiederkommen mit dem Auftrag zu lehren, in seinem Namen Sünden zu vergeben und mit Wasser und Heiligem Geist zu taufen.
5. Ich glaube, dass die von Gott für ein Amt Ausersehenen nur von Aposteln eingesetzt werden, und dass aus dem Apostelamt Vollmacht, Segnung und Heiligung zu ihrem Dienst hervorgehen.
6. Ich glaube, dass die Heilige Taufe mit Wasser der erste Schritt zur Erneuerung des Menschen im Heiligen Geist ist und dass dadurch der Täufling aufgenommen wird in die Gemeinschaft derer, die an Jesus Christus glauben und ihn als ihren Herrn bekennen.
7. Ich glaube, dass das Heilige Abendmahl zum Gedächtnis an das einmal gebrachte, vollgültige Opfer, an das bittere Leiden und Sterben Christi, vom Herrn selbst eingesetzt ist. Der würdige Genuss des Heiligen Abendmahls verbürgt uns die Lebensgemeinschaft mit Christus Jesus, unserm Herrn. Es wird mit ungesäuertem Brot und Wein gefeiert; beides muss von einem vom Apostel bevollmächtigten Amtsträger ausgesondert und gespendet werden.
8. Ich glaube, dass die mit Wasser Getauften durch einen Apostel die Gabe des Heiligen Geistes empfangen müssen, um die Gotteskindschaft und die Voraussetzungen zur Erstlingsschaft zu erlangen. (siehe auch Versiegelung)
9. Ich glaube, dass der Herr Jesus so gewiss wiederkommen wird, wie er gen Himmel gefahren ist, und die Erstlinge aus den Toten und Lebenden, die auf sein Kommen hofften und zubereitet wurden, zu sich nimmt; dass er nach der Hochzeit im Himmel mit diesen auf die Erde zurückkommt, sein Friedensreich aufrichtet und sie mit ihm als königliche Priesterschaft regieren. Nach Abschluss des Friedensreiches wird er das Endgericht halten. Dann wird Gott einen neuen Himmel und eine neue Erde schaffen und bei seinem Volk wohnen.
10. Ich glaube, dass ich der weltlichen Obrigkeit zum Gehorsam verpflichtet bin, soweit nicht göttliche Gesetze dem entgegenstehen.